# Hólmfríður Magnúsdóttir
Hólmfríður Magnúsdóttir, née le 20 septembre 1984 à Reykjavik, est une footballeuse islandaise. Elle joue comme milieu latéral gauche ou comme milieu offensif. Elle fait partie de l'équipe d'Islande féminine de football de 2003 à 2020 et représente son pays aux éditions de 2009, de 2013 et de 2017 du championnat d'Europe féminin de football.

## Biographie

### Carrière en club
Lors du repêchage international de 2009 de la Women's Professional Soccer, Hólmfríður est la cinquième joueuse sélectionnée par l'Independence de Philadelphie, une des deux équipes d'expansion qui rejoignent alors la Women's Professional Soccer. Elle est souvent utilisée comme arrière gauche par l'entraîneur Paul Riley (en). Elle joue à 31 reprises en deux saisons avec l'Independence et inscrit quatre buts.
Au cours de sa seconde saison, c'est-à-dire celle de 2011, Hólmfríður subit une blessure et retourne en Islande. En 2012, elle est rappelée par l'Independance de Philadelphie, mais la ligue est abolie avant le début de la saison. Ainsi, Hólmfríður accepte plutôt un contrat avec le club norvégien d'Avaldsnes IL. Alors qu'elle est avec l'Avaldsnes, elle est harcelée sexuellement par son entraîneur Tom Nordlie (en),, ce qui mène à son licenciement,,,.
En novembre 2016, Hólmfríður rejoint le club de ville natale, Knattspyrnufélag Reykjavíkur (en) (KR).
Hólmfríður ne participe pas à la saison de 2018 du championnat d'Islande féminin de football à cause d'une grossesse. En avril 2019, elle signe avec le club de Selfoss (en) dans le championnat d'Islande féminin de football et commence à s'entraîner cinq jours avant le début de la saison de 2019. Le 17 août 2019, Hólmfríður marque un but lors d'une victoire 2 contre 1 face au KR, lors de la finale de la Coupe d'Islande, qui donne au club son premier trophée important.
En septembre 2020, Hólmfríður retourne en Norvège et signe à nouveau avec l'Avaldsnes IL. Elle termine la saison avec ce club en ayant marqué un but en quatre parties, avant de retourner avec le club de Selfoss en décembre 2020. Le 28 février 2021, elle participe à une partie de la Coupe de la Ligue islandaise.
Le 16 mars 2021, Hólmfríður annonce sa retraite du football,. Un mois plus tard, elle change d'avis et décide de retourner jouer à Selfoss.

### Carrière internationale
Hólmfríður commence sa carrière internationale senior pour l'Islande lors d'un match amical contre les États-Unis le 16 février 2003.
Lors des qualifications pour le championnat d'Europe 2009, Hólmfríður marque en faveur de l'Islande face à l'Irlande dans la première minute de la partie disputée à Dublin. Lors du tournoi final, elle prend part aux trois matchs de phase de groupe alors que l'Islande se voit éliminée dès le premier tour.
L'entraîneur de l'équipe nationale, Siggi Eyjólfsson (en), sélectionne Hólmfríður avec l'équipe islandaise pour le championnat d'Europe 2013. Encore une fois, elle participe aux trois matchs de groupe, mais reçoit deux cartons jaunes, et se voit suspendue lors de la défaite de l'Islande en quart de finale face à la Suède.
En octobre 2020, Hólmfríður est sélectionnée avec l'équipe nationale pour la première fois en trois ans, afin de remplacer Dagný Brynjarsdóttir qui s'est blessée.